# Влада Ђура Мацута
Влада Ђура Мацута је Влада Републике Србије која је отпочела са радом 16. априла 2025. години. Укупно је 19. по реду Влада Србије од увођења вишепартијског система у Србији, а чине је политичари из СНС-а, СПС-а, ПУПС-а, СДП-а, Заветника и независни политичари. На њеном челу је Ђуро Мацут из Покрета за народ и државу. Влада Ђура Мацута је заменила владу Милоша Вучевића.
Влада броји укупно 31 члана: председника Владе, 30 министара (25 ресорних министара (од чега је један истовремено први потпредседник Владе, а још два су потпредседници Владе) и 5 министара без портфеља).

## Састав Владе
| Функција                                                                    | Слика            | Име и презиме                | Мандат               | Странка          | Странка                              |
| Председник Владе                                                            | Председник Владе | Председник Владе             | Председник Владе     | Председник Владе | Председник Владе                     |
| --------------------------------------------------------------------------- | ---------------- | ---------------------------- | -------------------- | ---------------- | ------------------------------------ |
| Председник Владе Републике Србије                                           |                  | Ђуро Мацут                   | од 16. априла 2025.  |                  | Независан (ПЗНД)                     |
| Први потпредседник Владе                                                    |                  |                              |                      |                  |                                      |
| Први потпредседник Владе Републике Србије                                   |                  | Синиша Мали                  | од 16. априла 2025.  |                  | Српска напредна странка              |
| Потпредседници Владе                                                        |                  |                              |                      |                  |                                      |
| Потпредседници Владе Републике Србије                                       |                  | Ивица Дачић                  | од 16. априла 2025.  |                  | Социјалистичка партија Србије        |
| Потпредседници Владе Републике Србије                                       |                  | Адријана Месаровић           | од 16. априла 2025.  |                  | Српска напредна странка              |
| Ресорни министри                                                            |                  |                              |                      |                  |                                      |
| Министар спољних послова Републике Србије                                   |                  | Марко Ђурић                  | од 16. априла 2025 . |                  | Српска напредна странка              |
| Министар унутрашњих послова Републике Србије                                |                  | Ивица Дачић                  | од 16. априла 2025 . |                  | Социјалистичка партија Србије        |
| Министар одбране Републике Србије                                           |                  | Братислав Гашић              | од 16. априла 2025 . |                  | Српска напредна странка              |
| Министар финансија Републике Србије                                         |                  | Синиша Мали                  | од 16. априла 2025 . |                  | Српска напредна странка              |
| Министарка привреде Републике Србије                                        |                  | Адријана Месаровић           | од 16. априла 2025 . |                  | Српска напредна странка              |
| Министар за бригу о селу Републике Србије                                   |                  | Милан Кркобабић              | од 16. априла 2025 . |                  | Партија уједињених пензионера Србије |
| Министар просвете Републике Србије                                          |                  | Дејан Вук Станковић          | од 16. априла 2025 . |                  | Независан (ПЗНД)                     |
| Министарка рударства и енергетике Републике Србије                          |                  | Дубравка Ђедовић Хандановић  | од 16. априла 2025 . |                  | Независна                            |
| Министар културе Републике Србије                                           |                  | Никола Селаковић             | од 16. априла 2025 . |                  | Српска напредна странка              |
| Министар пољопривреде, шумарства и водопривреде Републике Србије            |                  | Драган Гламочић              | од 16. априла 2025 . |                  | Независан                            |
| Министарка унутрашње и спољне трговине Републике Србије                     |                  | Јагода Лазаревић             | од 16. априла 2025 . |                  | Независна                            |
| Министарка заштите животне средине Републике Србије                         |                  | Сара Павков                  | од 16. априла 2025 . |                  | Српска напредна странка              |
| Министар здравља Републике Србије                                           |                  | Златибор Лончар              | од 16. априла 2025 . |                  | Српска напредна странка              |
| Министар за европске интеграције Републике Србије                           |                  | Немања Старовић              | од 16. априла 2025 . |                  | Српска напредна странка              |
| Министар за људска и мањинска права и друштвени дијалог Републике Србије    |                  | Демо Бериша                  | од 16. априла 2025 . |                  | Независан (ПЗНД)                     |
| Министар правде Републике Србије                                            |                  | Ненад Вујић                  | од 16. априла 2025 . |                  | Независан                            |
| Министарка за рад, запошљавање, борачка и социјална питања Републике Србије |                  | Милица Ђурђевић Стаменковски | од 16. априла 2025 . |                  | Српска странка Заветници             |
| Министарка за бригу о породици и демографију Републике Србије               |                  | Јелена Жарић Ковачевић       | од 16. априла 2025 . |                  | Српска напредна странка              |
| Министарка државне управе и локалне самоуправе Републике Србије             |                  | Снежана Пауновић             | од 16. априла 2025 . |                  | Социјалистичка партија Србије        |
| Министарка грађевинарства, саобраћаја и инфраструктуре Републике Србије     |                  | Александра Софронијевић      | од 16. априла 2025 . |                  | Независна                            |
| Министар туризма и омладине Републике Србије                                |                  | Хусеин Мемић                 | од 16. априла 2025 . |                  | Социјалдемократска партија Србије    |
| Министар науке, технолошког развоја и иновација Републике Србије            |                  | Бела Балинт                  | од 16. априла 2025 . |                  | Независан (ПЗНД)                     |
| Министар информисања и телекомуникација Републике Србије                    |                  | Борис Братина                | од 16. априла 2025 . |                  | Независан (ПЗНД)                     |
| Министар за јавна улагања Републике Србије                                  |                  | Дарко Глишић                 | од 16. априла 2025 . |                  | Српска напредна странка              |
| Министар спорта Републике Србије                                            |                  | Зоран Гајић                  | од 16. априла 2025 . |                  | Независан                            |
| Министри без портфеља                                                       |                  |                              |                      |                  |                                      |
| Министар без портфеља Републике Србије                                      |                  | Новица Тончев                | од 16. априла 2025.  |                  | Социјалистичка партија Србије        |
| Министар без портфеља Републике Србије                                      |                  | Ђорђе Милићевић              | од 16. априла 2025.  |                  | Социјалистичка партија Србије        |
| Министар без портфеља Републике Србије                                      |                  | Усаме Зукорлић               | од 16. априла 2025.  |                  | Странка правде и помирења            |
| Министар без портфеља Републике Србије                                      |                  | Ненад Поповић                | од 16. априла 2025.  |                  | Српска народна партија               |
| Министарка без портфеља Републике Србије                                    |                  | Татјана Мацура               | од 16. априла 2025.  |                  | Независна                            |

По странкама :
- Српска напредна странка (СНС) - 10
- Независни политичари - 9
- Покрет за народ и државу - 4
- Социјалистичка партија Србије (СПС) - 4
- Партија уједињених пензионера Србије (ПУПС) - 1
- Социјалдемократска партија Србије (СДПС) - 1
- Странка правде и помирења (СПП) - 1
- Српска странка Заветници - 1
- Српска народна партија (СНП) - 1